# 鶴谷知憲
鶴谷 知憲（つるや はるのり、1990年10月18日 - ）は、トップリーグNTTコミュニケーションズシャイニングアークスに所属するラグビー選手。

## プロフィール
- 青森県青森市出身。
- ポジションはセンター(CTB)。
- 身長 185cm、体重 95kg。
- ニックネームははる。
- 7人制日本代表に選出されたことがある[1]。
- 双子の弟の昌隆もラグビー選手[2]で現在チームメイト。

## 来歴
15歳からラグビーを始めた。
2009年、青森北高校卒業後、関東学院大学に入学するも、家庭の事情で春に中退。翌2010年、立正大学に入学。
2013年、立正大学ラグビー部の副将に就任した。
2014年、立正大学卒業後、NTTコミュニケーションズシャイニングアークスに加入。同年8月23日に行われたジャパンラグビートップリーグ1stステージ第1節の宗像サニックスブルース戦に途中出場で公式戦初出場を果たした。